# Olax scalariformis
Olax scalariformis är en tvåhjärtbladig växtart som beskrevs av Alexander Segger George. Olax scalariformis ingår i släktet Olax och familjen Olacaceae. Inga underarter finns listade i Catalogue of Life.